# Benkara hoaensis
Benkara hoaensis là một loài thực vật có hoa trong họ Thiến thảo. Loài này được (Pierre ex Pit.) Ridsdale mô tả khoa học đầu tiên năm 2008.